# Hans M. Schmidt

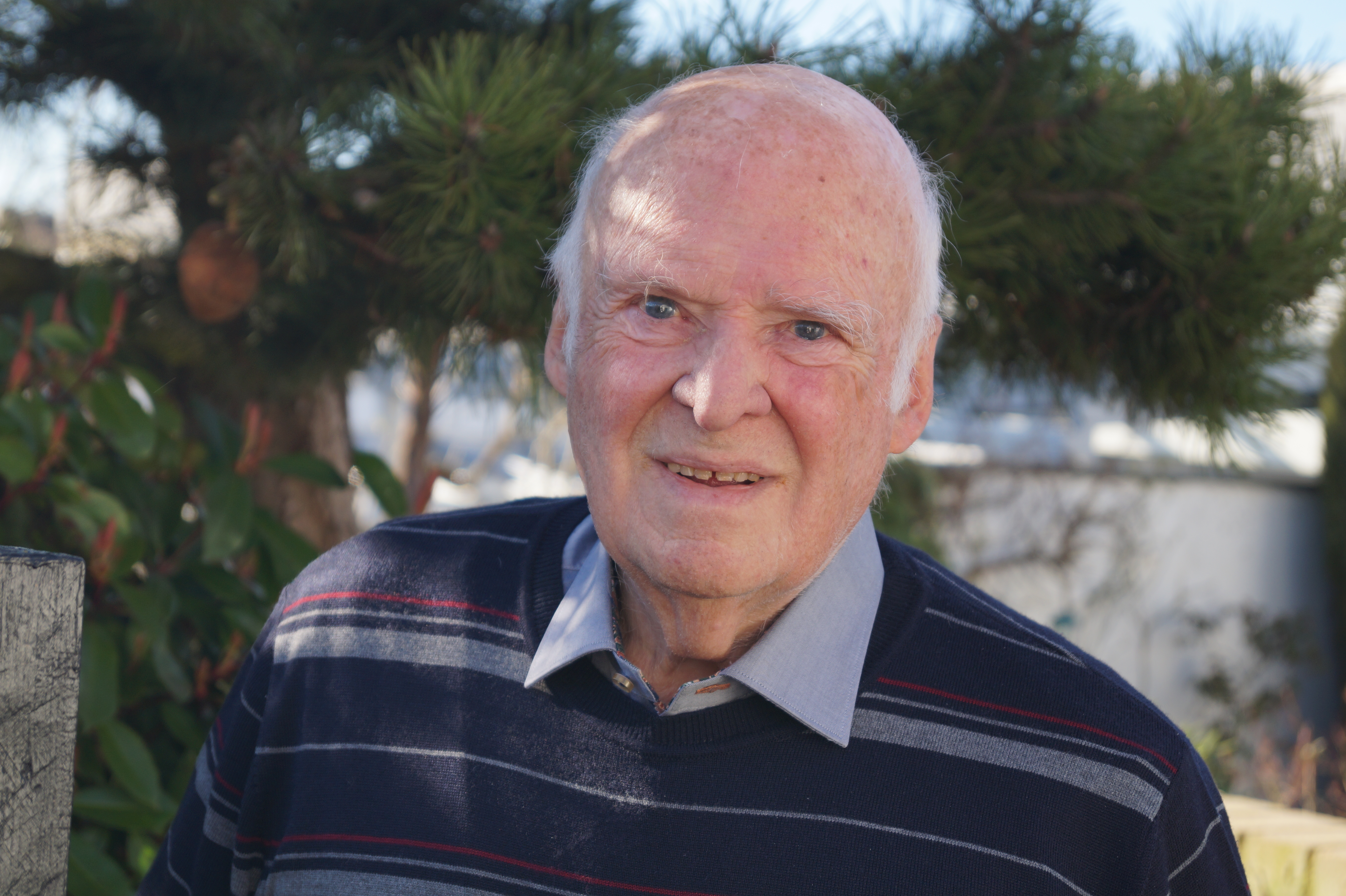
Hans M. Schmidt (2022)

Hans Martin Schmidt (* 26. November 1936 in Hürth bei Köln) ist ein deutscher Kunsthistoriker.

## Leben und Wirken
Seine ersten Kindheitsjahre erlebte Hans M. Schmidt in Knapsack in der Nähe von Köln. Während des Zweiten Weltkriegs war er mit seiner Mutter im mittelfränkischen Markt Erlbach evakuiert. Das elterliche Haus wurde bei Bombenangriffen zerstört. Gegen Kriegsende fand er mit seiner Mutter zunächst Unterkunft bei Verwandten, ab 1952 lebten beide in Bonn. Sein Vater blieb in Russland vermisst.
Nach dem Abitur in Köln im Herbst 1960 studierte Schmidt Kunstgeschichte, Klassische Archäologie, Geschichte und Philosophie an den Universitäten Bonn und Hamburg. 1969 wurde er mit seiner Dissertation Der Meister des Marienlebens und sein Kreis – Studien zur spätgotischen Malerei in Köln bei Herbert von Einem in Bonn promoviert.
Von 1969 bis 1977 wirkte Schmidt zunächst als Volontär und – nach Erhalt des Richard-Hamann-Stipendiums des Hessischen Kultusministers 1970/71 – ab 1971 als Kustos am Hessischen Landesmuseum Darmstadt. Neben weiterer Beschäftigung mit spätmittelalterlicher Kunst wie z. B. dem Meister der Darmstädter Passion bereitete er in dieser Zeit u. a. eine Reihe wichtiger Ausstellungen zeitgenössischer Künstler wie George Segal (1971), Joseph Beuys (1972), Walter De Maria (1974) oder Arnulf Rainer (1975) vor.
Nach einem kurzen Intermezzo 1978/79 als Kulturreferent in Hanau wechselte Schmidt 1979 ans Rheinische Landesmuseum Bonn und war dort zunächst als Referent für die Kunst des 20. Jahrhunderts zuständig, bevor er 1982 zum Abteilungsdirektor der Sammlungen wurde. Zeitweilig leitete er das Museum kommissarisch. Abgesehen von zahlreichen Erwerbungen, Vorträgen und Publikationen beteiligte er sich bis zu seiner Pensionierung im Jahr 2000 an den Ausstellungen des Bonner Landesmuseums. Zu den Höhepunkten seiner Ausstellungstätigkeit am Landesmuseum zählte Schmidt rückblickend Himmel, Ruhm und Herrlichkeit (1989) anlässlich der Bonner 2000-Jahr-Feier, Der Rhein - Le Rhin - De Waal (1995) sowie Poezie a Skutečnost / Poesie und Wirklichkeit (2000), eine Ausstellung mit Gemälden des 19. Jahrhunderts aus dem Landesmuseum Bonn und einer rheinischen Privatsammlung im Haus zur steinernen Glocke in Prag. Als Forscher seien ihm zudem einige Neuzuschreibungen gelungen.
Von 1977 bis 2005 nahm Schmidt Lehraufträge in Kunstgeschichte an der Hochschule für Gestaltung Offenbach am Main sowie an der Universität Bonn wahr. Von 2002 bis 2008 war er Vorsitzender der Gesellschaft für Kunst und Gestaltung in Bonn. Weitere Gremienarbeit leistete er im Vorstand der Horst-Rave-Stiftung (2010–2022), im Beirat der Douglas Swan Stiftung (2005–2022) sowie im Beirat der Stiftung Monjau/Levin. Seit 2008 gehört er dem Kuratorium des Rheinischen Archivs für Künstlernachlässe (RAK) an.
Schmidt ist auch nach seiner Pensionierung weiterhin forschend tätig. Aus der Beschäftigung mit Israhel van Meckenem ergab sich 2011 der Film Israhel van Meckenem – Goldschmied und Kupferstecher. 2015 erschien von ihm das Buch Die letzte Signatur – Grabstätten deutscher Künstler des 20. Jahrhunderts. Er ist verheiratet und lebt seit 1979 in Meckenheim bei Bonn.

## Schriften (Auswahl)
- Byzanz in Schwarzrheindorf. In: Denkmalpflege im Rheinland. Band 39, Nr. 2, 2022, ISSN 0177-2619, S. 37–40.
- Das „Herodesfest“ des Israhel van Meckenem oder Verlöbnisfeier am Hof des Herzogs von Kleve, ein frühes Historienbild in: Das Münster 1/2020, ISSN 0027-299X, S. 56–59.
- Miscellanea zu Israhel van Meckenem in: Das Münster 2/2018, S. 207–212.
- Eine Installation aus dem Jahr 1989. Wolfgang Nestler im Verkehrsministerium Bonn in: Jo Enzweiler (Hrsg.): Wolfgang Nestler. Kraft, die niemand fürchtet. Tätige Form. Plastiken. Werkverzeichnis 1967–2017, Saarlouis 2017, ISBN 978-3-9817447-5-0, S. 512–519.[22]
- Die letzte Signatur – Grabstätten deutscher Künstler des 20. Jahrhunderts, Verlag Dr. Kovač, Hamburg 2015, ISBN 978-3-8300-8156-2.
- mit Gabriele Uelsberg, Katharina Liebetrau: Anbetung der Heiligen Drei Könige: Werkstatt des Meisters des Bartholomäus-Altars, Kulturstiftung der Länder, Berlin 2014. DNB 1069493791
- Frühe Arbeiten von Derick Baegert in: Jürgen Becks / Martin Wilhelm Roelen (Hrsg.): Derick Baegert und sein Werk, Wesel 2011, ISBN 978-3-924380-86-1.
- Mit Auge und Hand – und in den Passagen der Erinnerung in: Jochen Stücke, Paris, Album I, Kerber, Bielefeld 2009, ISBN 978-3-86678-215-0.
- Die Jahrtausend-Ausstellungen in Aachen, Düsseldorf, Köln sowie Koblenz und Mainz in: Gertrude Cepl-Kaufmann (Hrsg.): Jahrtausendfeiern und Befreiungsfeiern im Rheinland, zur politischen Festkultur 1925 und 1930, Klartext Verlag Essen 2009, ISBN 978-3-89861-443-6.
- K. O. Götz und die COBRA in: Dieter Breuer / Gertrude Cepl-Kaufmann (Hrsg.): Das Rheinland und die europäische Moderne, Kulturelle Austauschprozesse in Westeuropa 1900–1950, Klartext Verlag, Essen 2008, ISBN 978-3-89861-943-1.
- Die „Grande Parade“, Weltkunst oder ein vertrautes Idiom? in: Ausstellungskatalog Crossart – Van Gogh bis Beuys, Bundeskunsthalle Bonn, Hatje Cantz Verlag, Ostfilfdern 2005, ISBN 978-3-7757-1605-5.
- „Keine Kunst mit Verfallsdatum“ – zu den Arbeiten von Ernemann Sander in: Ausstellungskatalog Ernemann F. Sander zum 80. Plastiken und Zeichnungen aus mehr als fünf Jahrzehnten, Bonn 2005[23]
- Israhel van Meckenem – zu Leben und Werk in: Unser Bocholt. Nr. 3/2003. online
- Poznamky k nemeckemu malirstvi 19. stoleti in: Ausstellungskatalog Poezie a Skutečnost / Poesie und Wirklichkeit – Gemälde des 19. Jahrhunderts aus dem Rheinischen Landesmuseum Bonn und aus einer rheinischen Privatsammlung, Prag 2000, ISBN 978-80-7010-075-2.
- Die Donnerstag-Gesellschaft zu Alfter – eine ungewöhnliche Initiative der Nachkriegszeit in: Dieter Breuer, Gertrude Cepl-Kaufmann (Hrsg.): Öffentlichkeit der Moderne – die Moderne in der Öffentlichkeit, Klartext Verlag, Essen 2000, ISBN 978-3-88474-873-2, S. 141–156.
- Expressieve posities in de Nederlandse en Duitse schilderkunst van de afgelopen decennia – Een vergelijking in: Moderne kunst: keuze uit de verzameling van Museum Het Valkhof, Nimwegen 1999, ISBN 90-6829-062-2.
- Zwischen Ordnung und Freiheit – Aspekte der Kunst im Jahr 1925 in: Ausstellungskatalog Vor und zurück – 1925 – ein Prisma der Kunst in Deutschland, Friedrich-Ebert-Stiftung, Bonn 1999, ISBN 978-3-86077-859-3.
- „Reale Allegorien“ oder von der Überzeugungskraft der Bilder in: Ausstellungskatalog Norbert Tadeusz, Energische Augenblicke, Bilder bis 1997, Bonn 1998, ISBN 3-7927-1712-3
- Von Ein- und Vieldeutigkeit oder Ekstase und Metamorphose in: Torsten Schlüter, Tulipamwe, Weimar – Berlin – Blois, Herausgeber: Weimarer Kunstfest GmbH und Stadtmuseum Weimar, Weimar 1997, ISBN 978-3-930687-12-1.
- Seh-Stücke mit Wind in: Ausstellungskatalog Dreht Euch nicht um: Arbeiten von Werner Haypeter, Wolfgang Nestler, Paul Schwer, Bonn 1997.
- La commitenza e la forma del gotico in: Gerhard Bott (Hrsg.): La pittura tedesca (La pittura in Europa), Electa, Mailand 1996, ISBN 978-88-435-4040-2.
- Spuren und Mythen – Der Rhein zwischen Wahrnehmung und Erinnerung, Malerisch und romantisch, Rheinansichten des 19. Jahrhunderts, Brücken über den Rhein – Konstruktionen, Verkehrswege und Wahrzeichen in: Ausstellungskatalog Der Rhein/Le Rhin/De Waal – Ein europäischer Strom in Kunst und Kultur des 20. Jahrhunderts, Wienand, Köln 1995, ISBN 978-3-87909-460-8.
- Walter Cohen – Die wissenschaftlichen Anfänge in Berlin und Bonn und seine Sicht rheinischer Kunst in: Martina Sitt, Auch ein Bild braucht einen Anwalt: Walter Cohen, Leben zwischen Kunst und Recht, Deutscher Kunstverlag, München 1994, ISBN 978-3-422-06128-6.
- Die lichtvolle Ordnung seiner Bilder – Erinnerungen an Leo Breuer in: Begegnungen mit Leo Breuer. Hommage zum 100. Geburtstag, gkg, Bonn 1993, ISBN 978-3-923154-15-9.
- Nach eigenem Strich und Faden – Die Anfänge Hann Triers in der Nachkriegszeit in: Sabine Fehlemann (Hrsg.): Hann Trier. Monographie und Werkverzeichnis, Wienand, Köln 1990, ISBN 978-3-87909-219-2.
- Sinnbild und Bildsinn – Zur Bildsprache des Barock in: Ausstellungskatalog Himmel, Ruhm und Herrlichkeit. Italienische Künstler an rheinischen Höfen des Barock, R. Habelt, Köln 1989, ISBN 978-3-87909-219-2.
- Ulrich Rückriem in: Künstler – Kritisches Lexikon der Gegenwartskunst, München 1988.
- Für die Verdienste ihrer großen Männer. Öffentliche Denkmäler in Bonn 1871–1914 in: Dietrich Höroldt, Manfred van Rey (Hrsg.): Bonn in der Kaiserzeit 1871–1914. Festschrift zum 100-jährigen Jubiläum des Bonner Heimat- und Geschichtsvereins, Bonn 1986, S. 193–213.
- „Eine Gemeinschaft Einsamer, eine Verbundenheit Selbständiger“ – Künstlervereinigungen d. Nachkriegszeit. in Ausstellungskatalog Aus den Trümmern – Kunst und Kultur im Rheinland und in Westfalen 1945–1952, Köln 1985. https://nwbib.de/BT000053669
- Der Meister des Marienlebens und sein Kreis. Studien zur spätgotischen Malerei in Köln. Schwann, Düsseldorf 1978, ISBN 3-590-29022-6.
- Künstler und Tod – Selbstbildnisse in: H. H. Jansen (Hrsg.): Der Tod in Dichtung, Philosophie und Kunst, Verlag J. F. Steinkopf, Darmstadt 1978, ISBN 3-7985-0532-2.
- Abt. „Möbel“ in: Ausstellungskatalog Ein Dokument Deutscher Kunst 1901–1976, Band 2, Kunst und Dekoration 1851–1914, Eduard Roether Verlag, Darmstadt, 1976/1977.
- Ausstellungskatalog Carl Grossberg. Gemälde, Aquarelle, Zeichnungen und Druckgrafik, 1914–1940., Hessisches Landesmuseum Darmstadt, Darmstadt 1976. DNB 760505578
- Ausstellungskatalog Arnulf Rainer. Arbeiten 1948–1975, Hessisches Landesmuseum Darmstadt, Darmstadt 1975. DNB 790549727
- Ausstellungskatalog Walter De Maria. Der große Erdraum. 8 Skulpturen, 44 Zeichnungen, Hessisches Landesmuseum Darmstadt, Darmstadt 1974. OCLC 10408941
- Zum Meister der Darmstädter Passion in: Kunst in Hessen und am Mittelrhein. Bd. 14, 1974, S. 9–48.
- Ausstellungskatalog Joseph Beuys. Zeichnungen und andere Blätter aus der Sammlung Karl Ströher, Hessisches Landesmuseum Darmstadt, Darmstadt 1972. DNB 730524582
- Gottfried Kinkel und die Gemäldegalerie in Darmstadt in: Kunst in Hessen und am Mittelrhein. Bd. 11, 1971, S. 107–114.
- Zum Werk des Meisters der Verherrlichung Mariae in: Florens Deuchler et al. (Hrsg.): Schülerfestgabe für Herbert von Einem zum 16. Februar 1965. Bonn 1965, S. 249–260.